# Bahnstrecke Odense–Kerteminde–Martofte
| Die stillgelegte Strecke ist nun ein Fahrradweg, hier nördlich von Mesinge bei Dalby, Frühjahr 2014 |                      |                                                    |                                                    |
| |                      |                                                    |                                                    |
| Streckenlänge: | 35,6 km              |                                                    |                                                    |
| Spurweite: | 1435 mm (Normalspur) |                                                    |                                                    |
| Maximale Neigung: | 8,3 ‰                |                                                    |                                                    |
| Minimaler Radius: | 628 m                |                                                    |                                                    |
| |                      |                                                    |                                                    |
| \| \| \| Bahnstrecke København–Fredericia von Fredericia \| \| \| \| \| Bahnstrecke Odense–Nørre Broby–Faaborg von Fåborg \| \| \| \| \| Bahnstrecke Odense–Svendborg von Svendborg \| \| \| \| \| von Middelfart (über Brenderup; bis 31. März 1966) \| \| \| \| \| von Bogense (bis 31. März 1966) \| \| \| \| 0,0 \| Odense \| Odense \| \| \| \| Bahnstrecke København–Fredericia nach Kopenhagen \| \| \| \| 4,0 \| Biskorup bis 11. Oktober 1945 \| Biskorup bis 11. Oktober 1945 \| \| \| \| Odense Å \| \| \| \| 4,8 \| Seden \| Seden \| \| \| 6,5 \| Bullerup \| Bullerup \| \| \| 7,8 \| Agedrup \| Agedrup \| \| \| 9,2 \| Vester Kærby (ab 20. November 1929) \| Vester Kærby (ab 20. November 1929) \| \| \| 10,0 \| Dræby mit Ladegleis für Odense Staalskibsværft \| Dræby mit Ladegleis für Odense Staalskibsværft \| \| \| 11,7 \| Trellerup (ab 6. Oktober 1924) \| Trellerup (ab 6. Oktober 1924) \| \| \| 14,3 \| Kølstrup \| Kølstrup \| \| \| 17,0 \| Ladby (Hst. mit Ladegleis ab 1. Oktober 1965) \| Ladby (Hst. mit Ladegleis ab 1. Oktober 1965) \| \| \| 18,4 \| Rynkeby \| Rynkeby \| \| \| 20,3 \| Revninge \| Revninge \| \| \| \| Kerteminde Fjord \| \| \| \| 23,9 \| Kerteminde \| Kerteminde \| \| \| 27,4 \| Tårup (ab etwa 1901) \| Tårup (ab etwa 1901) \| \| \| 29,3 \| Mesinge \| Mesinge \| \| \| 31,8 \| Dalby \| Dalby \| \| \| 33,0 \| Hersnap \| Hersnap \| \| \| 34,0 \| Kirkebro \| Kirkebro \| \| \| 35,6 \| Martofte \| Martofte \| |                      |                                                    |                                                    |
| Strecke |                      | Bahnstrecke København–Fredericia von Fredericia    | Bahnstrecke København–Fredericia von Fredericia    |
| Abzweig geradeaus und ehemals von rechts |                      | Bahnstrecke Odense–Nørre Broby–Faaborg von Fåborg  | Bahnstrecke Odense–Nørre Broby–Faaborg von Fåborg  |
| Abzweig geradeaus und von rechts |                      | Bahnstrecke Odense–Svendborg von Svendborg         | Bahnstrecke Odense–Svendborg von Svendborg         |
| Abzweig geradeaus und ehemals von links |                      | von Middelfart (über Brenderup; bis 31. März 1966) | von Middelfart (über Brenderup; bis 31. März 1966) |
| Abzweig geradeaus und ehemals von links |                      | von Bogense (bis 31. März 1966)                    | von Bogense (bis 31. März 1966)                    |
| Bahnhof | 0,0                  | Odense                                             | Odense                                             |
| Abzweig ehemals geradeaus und nach rechts |                      | Bahnstrecke København–Fredericia nach Kopenhagen   | Bahnstrecke København–Fredericia nach Kopenhagen   |
| Haltepunkt / Haltestelle (Strecke außer Betrieb) | 4,0                  | Biskorup bis 11. Oktober 1945                      | Biskorup bis 11. Oktober 1945                      |
| Brücke über Wasserlauf (Strecke außer Betrieb) |                      | Odense Å                                           | Odense Å                                           |
| Bahnhof (Strecke außer Betrieb) | 4,8                  | Seden                                              | Seden                                              |
| Haltepunkt / Haltestelle (Strecke außer Betrieb) | 6,5                  | Bullerup                                           | Bullerup                                           |
| Bahnhof (Strecke außer Betrieb) | 7,8                  | Agedrup                                            | Agedrup                                            |
| Haltepunkt / Haltestelle (Strecke außer Betrieb) | 9,2                  | Vester Kærby (ab 20. November 1929)                | Vester Kærby (ab 20. November 1929)                |
| Bahnhof (Strecke außer Betrieb) | 10,0                 | Dræby mit Ladegleis für Odense Staalskibsværft     | Dræby mit Ladegleis für Odense Staalskibsværft     |
| Haltepunkt / Haltestelle (Strecke außer Betrieb) | 11,7                 | Trellerup (ab 6. Oktober 1924)                     | Trellerup (ab 6. Oktober 1924)                     |
| Bahnhof (Strecke außer Betrieb) | 14,3                 | Kølstrup                                           | Kølstrup                                           |
| Bahnhof (Strecke außer Betrieb) | 17,0                 | Ladby (Hst. mit Ladegleis ab 1. Oktober 1965)      | Ladby (Hst. mit Ladegleis ab 1. Oktober 1965)      |
| Bahnhof (Strecke außer Betrieb) | 18,4                 | Rynkeby                                            | Rynkeby                                            |
| Bahnhof (Strecke außer Betrieb) | 20,3                 | Revninge                                           | Revninge                                           |
| Brücke über Wasserlauf (Strecke außer Betrieb) |                      | Kerteminde Fjord                                   | Kerteminde Fjord                                   |
| Bahnhof (Strecke außer Betrieb) | 23,9                 | Kerteminde                                         | Kerteminde                                         |
| Haltepunkt / Haltestelle (Strecke außer Betrieb) | 27,4                 | Tårup (ab etwa 1901)                               | Tårup (ab etwa 1901)                               |
| Bahnhof (Strecke außer Betrieb) | 29,3                 | Mesinge                                            | Mesinge                                            |
| Bahnhof (Strecke außer Betrieb) | 31,8                 | Dalby                                              | Dalby                                              |
| Haltepunkt / Haltestelle (Strecke außer Betrieb) | 33,0                 | Hersnap                                            | Hersnap                                            |
| Haltepunkt / Haltestelle (Strecke außer Betrieb) | 34,0                 | Kirkebro                                           | Kirkebro                                           |
| Kopfbahnhof Streckenende (Strecke außer Betrieb) | 35,6                 | Martofte                                           | Martofte                                           |

Die Bahnstrecke Odense–Kerteminde–Martofte – oder dänisch Kertemindebanen – war eine dänische Privatbahn auf der Insel Fünen.  Die Gesellschaft Odense–Kerteminde–Martofte Jernbane (OKMJ) entstand aus der Odense–Kerteminde–Dalby Jernbane (OKDJ), als die Strecke von Dalby nach Martofte verlängert wurde.

## Odense–Kerteminde–Dalby Jernbane
Das große Eisenbahngesetz vom 8. Mai 1894 enthielt eine Bahnstrecke von Kerteminde nach Odense oder Ullerslev und eventuell einem Abschnitt von Kerteminde nach Dalby. Am 6. Mai 1896 wurde die Konzession erteilt. Der Bau der Strecke begann im Frühjahr 1898. Sie begann am Bahnhof von Odense, wo ein eigenes Bahnbetriebswerk sowie Werkstätten errichtet wurden.
Die 31,6 km lange Strecke zwischen Odense und Dalby wurde am 5. April 1900 eingeweiht. Es wurden Schienen mit einem Metergewicht von 17,5 kg verwendet, die maximale Steigung betrug 8,3 ‰ und mit Ausnahme einiger Stellen in Kerteminde und Dalby war der kleinste Kurvenradius mit 628 m festgelegt.
Die Fahrzeuge mussten bei diesen Bedingungen leicht sein. So lieferte A/S Vulcan, C. F. Kiehn in Maribo zur Eröffnung zwei kleine 1 B-gekuppelte Tenderlokomotiven, fünf Personen-/Postwagen und zehn Güterwagen. Von Fabriken in Deutschland und Belgien wurden weitere 14 Wagen geliefert. Nach der Eröffnung verkehrten täglich vier Züge in jeder Richtung.
Ab dem 1. Oktober 1903 hatte die Gesellschaft eine gemeinsame Betriebsleitung mit Sydfyenske Jernbaner bis zu deren Übernahme durch die Danske Statsbaner am 1. April 1949.

## Odense–Kerteminde–Martofte Jernbane
Die Verlängerung der Strecke zwischen Dalby und Martofte (4,0 km) wurde am 26. Februar 1914 in Betrieb genommen. Die Gesamtlänge betrug dadurch 35,6 km.

## Betrieb

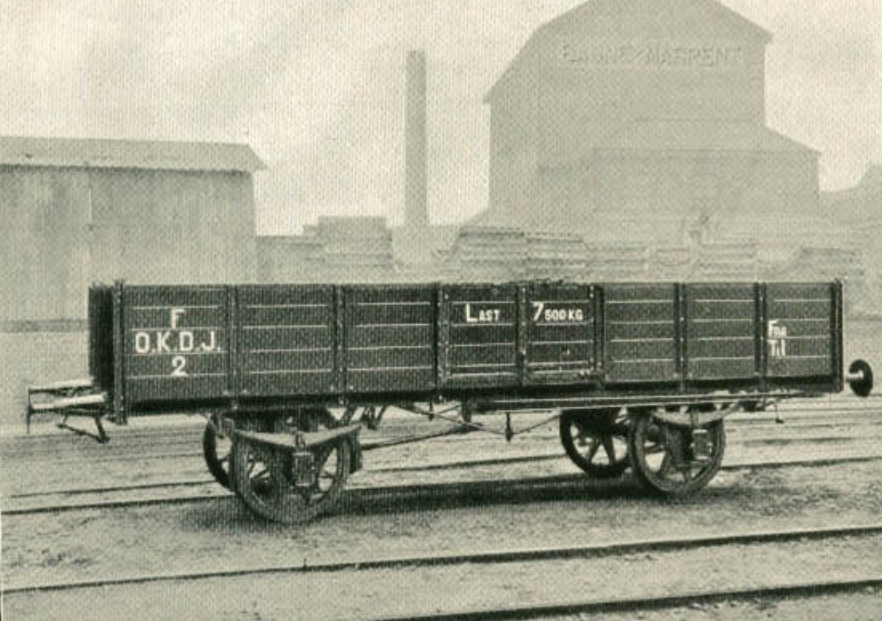
Güterwagen der OKDJ um 1900

Die Bahn hatte mit der Nordfynske Jernbane bis zum 1. Oktober 1903 eine gemeinsame Betriebsleitung. Dann übernahm Det Sydfyenske Jernbaneselskab (SFJ) die operative Führung. Da diese Gesellschaft ab dem 1. April 1949 an den Staat übertragen wurde, übernahm OKMJ gemeinsam mit der Brenderupbane (OMB) die Betriebsführung.
1936 verfügte die Bahn über vier Lokomotiven, zwei Triebwagen, 13 Personen- und 88 Güterwagen. 1954 wurde in Odense ein großer neuer Lokschuppen, der mit DSB geteilt wurde, errichtet. Die drei Kohlenbansen blieben bestehen, die DSB, Nordfynske Jernbane und OMB/OKMJ gehörten. Die beiden letztgenannten hatten zu diesem Zeitpunkt eine gemeinsame Betriebsführung und seit 1954 eine gemeinsame Werkstatt. Ein weiterer Lokschuppen war in Martofte vorhanden.
Ab dem 1. Juli trat 1962 trat die Nordfynske Jernbane wieder in die gemeinsamen Verwaltung ein. Die drei Strecken hatten ab diesem Zeitpunkt ein gemeinsames Betriebswerk und nutzten mit den DSB zusammen deren Drehscheibe gemeinsam.
Die Strecke, die durch landwirtschaftlich geprägtes Gebiet führte, beförderte hauptsächlich landwirtschaftliche Erzeugnisse. Die Industrieunternehmen in Kerteminde waren ebenfalls Kunden. Der Verkehr war nicht unbedeutend und entwickelte sich in den letzten Jahren des Bestehens zu einer Vorortbahn von Odense. Eine schlechte Verwaltung, die in der Beschaffung bei Fahrzeugen und im Unterhalt sehr konservativ arbeitete, führte letztendlich zur Schließung der Strecke.
Das letzte Jahr vor der Einstellung kämpfte das Personal, um die Züge überhaupt betreiben zu können. Die Fahrzeuge waren völlig abgenutzt und ständig war zu wenig Personal zum Betrieb vorhanden. Deshalb mussten in den letzten Betriebsjahren oftmals von DSB geliehene Fahrzeuge und das zugehörige Staatsbahnpersonal die Züge auf der Strecke übernehmen. Mit der Stilllegung von OKMJ, OMB und NFJ, die zum gleichen Zeitpunkt erfolgte, verpassten Odense und Fyn eine gute Grundlage für die zukünftige Entwicklung des Verkehrs.
Die Stilllegung der Strecke erfolgt am 31. März 1966.

## Besondere Bahnhöfe
- Bullerup trinbræt: Anschlussbahn zur Kiesgrube der Bahngesellschaft. Wurde 1907 in Fahrkartenverkaufsstelle (dänisch Billetsalgssted) umgewandelt und erhielt ein kleines Abfertigungsgebäude
- Trellerup trinbræt mit privatem Ladegleis, ab 1. Mai 1932 öffentliches Ladegleis mit Expedition von Dræby
- Revninge hatte einen Stall für den Viehtransport
- Kerteminde mit Drehscheibe, Wasserturm und Lokschuppen für den Rangiertraktor
- Tårup trinbræt, ab 27. August 1930 Ladegleis mit Expedition von Mesinge
- Dalby mit privatem Güterschuppen und Stall für den Viehtransport. Bei der Verlängerung der Bahn 1914 wurden die Gleise von der Westseite des Bahnhofsgebäudes auf die Ostseite verlegt
- Hersnap trinbræt mit Ladegleis und Expedition von Dalby
- Kirkebro trinbræt lag im Dorf Stubberup
- Martofte mit Lokschuppen, Drehscheibe, Kohlenbansen und Wasserkran

(trinbræt: dänische Bezeichnung für Haltepunkt oder Haltestelle, teilweise mit Ladegleis)
Die Bahnhofsgebäude außer in Martofte und Bullerup wurden vom Oberarchitekten der DSB, Heinrich Wenck, gezeichnet. Die Gebäude in Agedrup und Kerteminde wurden abgerissen.